# Adesmia villosa
Adesmia villosa es una especie de planta floral del género Adesmia, tribu Dalbergieae, subfamilia, Faboideae.

## Distribución
Especie nativa de Argentina y Chile. Crece en el bosque templado.

## Taxonomía
Fue descrita por Hook.f. y publicada en Fl. Antarct.: 256 (1846).
Etimología
Adesmia: del griego a- (sin) y desme (envoltorio), en referencia a los estambres libres.
villosa: epíteto que significa velludo (a).
Sinónimos homotípicos
- Patagonium villosum (Hook.f.) Reiche in Fl. Chile 2: 146 (1897).[1]
- Patagonium villosum var. typica Speg. in Anales Mus. Nac. Buenos Aires 7: 277 (1902).[1]

Sinónimos heterotípicos
- Adesmia morenonis Harms in C.E.O.Kuntze, Revis. Gen. Pl. 3(2): 70 (1898).[1]
- Adesmia morenonis var. argentea (Rendle) Burkart in Darwiniana 3: 324 (1939).[1]
- Adesmia villosa var. acutifolia Speg. in Anales Soc. Ci. Argent. 47: 276 (1899).[1]
- Adesmia villosa var. glabrata (Speg.) Burkart in Darwiniana 3: 346 (1939).[1]
- Patagonium morenonis (Harms) Kuntze in Revis. Gen. Pl. 3(2): 70 (1898).[1]
- Patagonium morenonis var. argenteum Rendle in J. Bot. 42: 333 (1904).[1]
- Patagonium villosum var. acutifolia Speg. in Anales Mus. Nac. Buenos Aires 7: 277 (1902).[1]
- Patagonium villosum var. glabratum Speg. in Anales Mus. Nac. Buenos Aires 7: 277 (1902).[1]